# Língua luchazi
Luchazi (em luchazi: lucazi, chiluchazi) também chamada de ganguela-luchazi e ganguela moderno, é uma língua banta de Angola e Zâmbia.
O missionário Emil Pearson criou a língua ganguela-luchazi como uma linguagem padrão misturando as línguas vambunda, luchazi arcaico, luvale e luimbi, para permitir uma única tradução da Bíblia para as quatro comunidades. Muitas variantes etnicamente distintas incluídas no ganguela-luchazi são mutuamente inteligíveis, como é o caso do vambunda em relação as demais. Além disso, o ganguela-luchazi abarcaria línguas como o niemba, o ambuela de Angola, o ancangala, o iauma, o songo, o chimbandi e o ganguela arcaico.

## Fonologia

### Consoantes
A tabela a seguir mostra todas as consoantes em Luchazi:
|             |                | Labial | Alveolar | Palatal | Velar  | Labio-Velar | Glotal |
| ----------- | -------------- | ------ | -------- | ------- | ------ | ----------- | ------ |
| Plosiva     | surda          | p      | tʲ1      | t͡ʃ      | k      |             |        |
| Plosiva     | pré-nasalizada | ᵐpʰ ᵐb | ⁿtʰ ⁿd   | ᶮd͡ʒ     | ᵑkʰ ᵑɡ |             |        |
| Africada    | Africada       |        | t͡s1      |         |        |             |        |
| Fricativa   | surda          | f      | s        | ʃ2      |        |             | h      |
| Fricativa   | sonora         | β      | z        |         |        |             |        |
| Aproximante | Aproximante    |        | l        | j       |        | w           |        |
| Nasal       | Nasal          | m      | n        | ɲ       | ŋ2     |             |        |

↑1  Podem não ser fonemas reais.
↑2  Ocorre raramente, pode existir apenas em empréstimos estrangeiros.
A posição dos órgãos da fala na produção das consoantes é diferente das posições assumidas na produção dos sons semelhantes nas línguas europeias. T e D, por exemplo, são menores que em inglês, mas maiores que em português. L tem a língua mais achatada do que em inglês ou português. Praticamente todas as consoantes têm diferenças semelhantes. A linguagem contém muitos deslizamentos consoanteal, incluindo as plosivas pré-sibilizadas e a sibilante sibilante surda alveolar (o som ts).ref>Emil Pearson, Luchazi Grammar, pp. 5, 6, 7</ref>

### Vogais[8]
|          | Anterior                         | Posterior                        |                                  |
| -------- | -------------------------------- | -------------------------------- | -------------------------------- |
| Fechada  | iː                               | uː                               |                                  |
| Medial   | ɛː                               | ɔː                               |                                  |
| Aberta   | aː                               |                                  |                                  |
| Ditongos | eɪ aɪ au ia ie io iu ua ue ui uo | eɪ aɪ au ia ie io iu ua ue ui uo | eɪ aɪ au ia ie io iu ua ue ui uo |

A vogal frontal fechada (i), quando ocorre antes de outra vogal, torna-se uma semi- consoante e é escrita y, a menos que seja imediatamente precedida por uma consoante, quando permanece i. Exemplos: yange, viange.
As vogais têm os chamados valores continentais ou italianos. Eles são mais curtos quando não enfatizados e prolongados quando duplicados ou quando enfatizados no final de uma palavra.
- A vogal a é longa quando acentuada, como  a  em  tata, nana .

Curto quando átono ou antes de duas consoantes ou  y  ou  s  e em advérbios monossilábicos, como  a  em  tata, paya, asa, hanga . Prolongado quando dobrado ou acentuado no final de uma palavra ou sílaba. Exemplo:  ku laako .
- A vogal e é longa quando acentuada, como  a  em  heta, seza .

Curto quando não estressado, como  a  em  hete, seze .
Curto com o valor de  e  em  henga, lenda  antes de duas consoantes. As exceções são hembo e membo (devido à coalescência de vogais). Muitas palavras derivadas do português possuem a vogal curta, embora não sejam seguidas por duas consoantes. Exemplos:  pena, papelo, luneta, ngehena,  etc. Prolongado quando acentuado no final de uma palavra.
- A vogal i é longa quando acentuada, como  e  em  tina, sika .

Curto quando átono ou antes de duas consoantes, como  e  em  citi, linga . Em monossilábicos é curto, como  i  em  it . Exemplos: ni, ndi. Prolongado quando estressado. Exemplos: ti, fui.
- A vogal o é longa quando acentuada, como  o  em  sota, koka .

Curto quando não estressado, como  o  em  soko, loto .
Curto, com valor de  o  em  onga, yoya, kosa, luozi, ndo , antes de duas consoantes ou y ou s, e às vezes antes de z e em alguns monossílabos. O o é longo em  zoza  e  ngozi . Às vezes prolongado quando enfatizado no final de uma palavra. Exemplo:  para .
- A vogal u é longa quando acentuada, como  u  em  tuta, fula .

Resumindo, quando átono ou antes de duas consoantes ou antes de s, como  u  em  futuka, mbunga, kusa .

## Escrita
Luchazi é escrito usando o alfabeto latino, com a maioria dos caracteres representando o mesmo som do inglês, com algumas exceções. c é pronunciado como  ch  em  church , n seguido por k ou g é sempre nasal como  ng  em  ring , o som de v é bilabial em vez de labiodental.

### Alfabeto
- A - [a/aː]
- B - [β]
- C/Ch - [t͡ʃ/t͡ʃʰ]
- D - [d/d̪/ð]
- E - [ɛ/e/ɛː]
- F - [f]
- G - [g]
- H - [h/x]
- I - [i/iː]
- J - [d͡ʒ]
- K - [k]
- L - [l/ɭ]
- M - [m]
- N - [n]
- Ny - [ɲ]
- O - [ɔ/ɔː]
- P - [p]
- R - [ɹ]
- S - [s]
- Sh - [ʃ]
- T - [t/t̪/θ], [tʲ~t͡s] before [i]
- U - [u/uː]
- W - [w]
- Y - [j]
- Z - [z]

D, G, J, R, Sh só existem em palavras de origem estrangeira.

### Outras letras
- ai - [aɪ̯]
- au - [aʊ̯]
- ei - [eɪ̯]
- ia - [i̯a]
- ie - [i̯e]
- io - [i̯o]
- iu - [i̯u]
- kh - [kʰ]
- mb - [mb]
- mph - [mpʰ]
- nch - [ɲt͡ʃʰ]
- nd - [ⁿd]
- ng - [ŋg/ŋ]
- nj - [ɲd͡ʒ]
- nk - [ŋkʰ]
- nt - [ⁿtʰ]
- ph - [pʰ]
- th - [tʰ]
- ua - [u̯a]
- ue - [u̯e]
- ui - [u̯i]
- uo - [u̯o]

.

## Amostra de texto
Ha katete Njambi ua tangele melu na mavu. Kaha mavu a kele ngoco a mupulungua, na milima ya kele helu lia ndzinga, na Sipilitu ua Njambi ua vutamenenene helu lia mema. Kaha Njambi ua handekele ngueni, Ku kala ceke, kaha kua kele ceke.
Português
No início, Deus criou o céu e a terra. A terra estava sem forma e vazia, e a escuridão cobriu as águas profundas. O espírito de Deus pairava sobre a água. Então Deus disse: "Haja luz!" Portanto, havia luz.